# Yvon-Joseph Moreau
Pour les articles homonymes, voir Moreau.
Yvon Joseph Moreau O.C.S.o., né le 29 octobre 1941 est un moine trappiste canadien de l'abbaye d'Oka, évêque du diocèse de Sainte-Anne-de-la-Pocatière au Québec de  2008 à 2017

## Biographie
Yvon Joseph Moreau est né le 29 octobre 1941 à Saint-Pascal dans la municipalité régionale de comté de Kamouraska au Québec,. Il fit ses études classiques au séminaire Saint-Alphone de Sainte-Anne-de-Beaupré et au collège de Sainte-Anne-de-la-Pocatière au Québec. Par la suite, il étudia la théologie au Grand Séminaire de Québec. Il fut ordonné prêtre le 8 juin 1968 par Mgr Charles-Henri Lévesque pour le diocèse de Sainte-Anne-de-la-Pocatière,.
Il étudia la philosophie à l'Université Saint-Paul d'Ottawa de 1968 à 1970. En 1971, il se rendit au Nicaragua pour enseigner au séminaire de Managua pendant trois ans. En 1973, de retour au Québec, il devint vicaire de la paroisse Saint-François-Xavier de Rivière-du-Loup pendant trois ans avant de se rendre étudier en sciences sociales à l'Université Laval de Québec de 1976 à 1978. Après ses études, il devint vicaire à Sainte-Perpétue à Sainte-Félicité.
En 1984, il entre comme novice au monastère trappiste d'Oka au Québec. Il prononça ses vœux définitifs le 22 octobre 1990.
Le 18 octobre 2008, il fut nommé évêque du diocèse de Sainte-Anne-de-la-Pocatière par le pape Benoît XVI,. Sa consécration épiscopale eut lieu le 27 décembre 2008 en la cathédrale Sainte-Anne de Sainte-Anne-de-la-Pocatière. Le principal évêque consécrateur était Mgr Luigi Ventura, nonce apostolique au Canada,. Le pape François accepte sa démission de cette charge épiscopale le 8 décembre 2017.

## Devise épiscopale
Mgr Yvon Joseph Moreau a choisi la devise suivante pour éclairer son nouveau service ecclésial : Communion dans l'Esprit (Ph 2, 1).